# Musée des beaux-arts d'Oriol

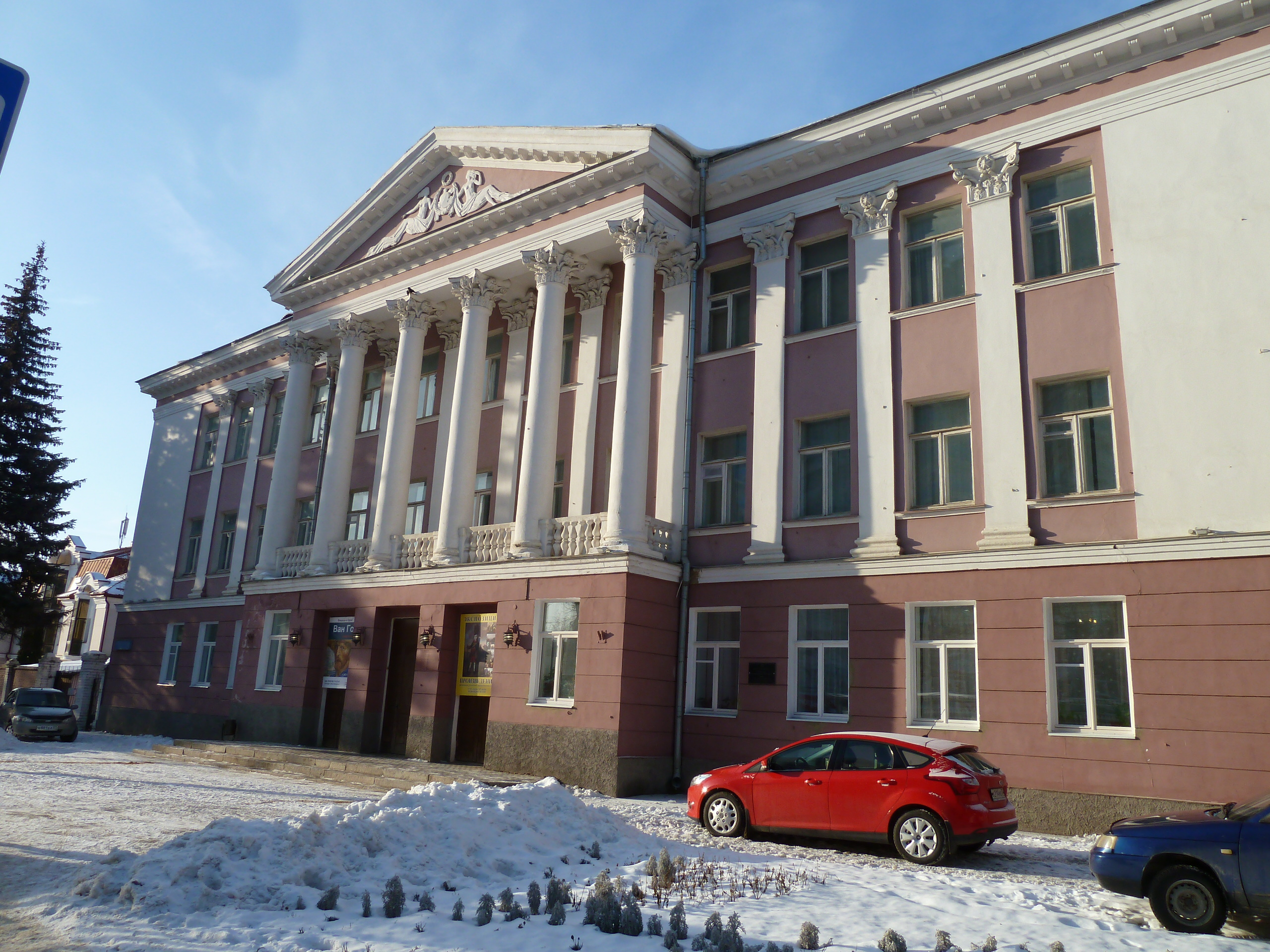
Façade du musée.

Le musée des beaux-arts d'Oriol (Орловский музей изобразительных искусств) est un musée d'art situé à Oriol en Russie dont les collections présentent des œuvres d'art de l'ancienne Russie, de l'art russe du xviiie au xxe siècle, d'art contemporain russe, d'art occidental du xvie au xixe siècle (peinture, art graphique, sculpture, art décoratif et art populaire). 

## Description
Le musée des beaux-arts est fondé en 1919. Il prend son nom actuel en 1990 (auparavant galerie de tableaux d'Oriol). Il occupe le bâtiment de l'ancienne maison d'éducation politique construite en 1959 et réaménagée en 1990. Les salles d'exposition couvrent 1 817,4 m2. La base des collections résulte de la nationalisation après la révolution d'Octobre des trésors artistiques de la noblesse, par exemple ceux des princes Kourakine, Galitzine, Narychkine, Boulgak, Dolgorouki, Gagarine, du prince M.A. Romanov et bien d'autres.
Les collections comptent 7 000 pièces exposées, de l'ancienne Russie, d'art décoratif et populaire. Le département de l'ancienne Russie réunit des icônes, des sculptures de bois uniques des xviiie et xixe siècles, y compris des œuvres de la région d'Oriol. L'art russe du xviiie siècle et de la première moitié du xixe siècle présente des portraits de Peskorski, de Tropinine, de Zarianko, de Ludwig Guttenbruni, d'O'Connell, etc.; des œuvres académiques de Möller, Schwabe, Svertchkov; des peintures de genre de Jouravliov, de Jacobi, de Korzoukhine, de Kamenev, etc. La fierté du musée est l'art du début du xxe siècle : Le Dentu, Gouraud, Ender, Gontcharova, Bourliouk, Arkhipov, Petrovitchev. L'art soviétique est présent par des œuvres des années 1920 et des années 1930-1950 et de la génération des années 1960. La sculpture comprend des œuvres d'Antokolski, de Straj, de Svinine, de Dronov, etc. L'art européen est représenté par des tableaux d'artistes italiens, allemands, autrichiens, polonais, des portraits de l'époque russe de Mme Vigée-Lebrun ; le musée comprend des gravures du XVIIIe et du XIXe siècle. Une place particulière est prise par des artistes de la région : Nikolaïev, Miassoïedov, Sotnikov, Chestakov, Oudaltsov, Sofronova, Kournakov, Dychlenko, Kalmakhelidzé. Le musée possède aussi des œuvres dues à des donations,,,.